# Dafne Keen
Dafne Keen Fernández (Madrid, 4 gennaio 2005) è un'attrice spagnola, conosciuta principalmente per i ruoli di Ana "Ani" Cruz Oliver nella serie televisiva The Refugees, di Laura Kinney / X-23 nei film Logan: The Wolverine e Deadpool & Wolverine, e di Lyra Belacqua nella serie TV His Dark Materials - Queste oscure materie.

## Biografia
Nata a Madrid dall'attore britannico Will Keen e dall'attrice, regista teatrale e scrittrice spagnola María Fernández Ache, il suo bisnonno paterno era Edward Curzon, il sesto Conte Howe.
Ha debuttato nel 2014 al fianco del padre nella serie televisiva britannico-ispanica The Refugees, dove ha interpretato Ana "Ani" Cruz Oliver, assurgendo tuttavia alla fama internazionale tre anni più tardi, nel 2017, dopo aver recitato nel film Logan: The Wolverine (diretto da James Mangold) al fianco di Hugh Jackman e Patrick Stewart nella parte della giovane mutante Laura Kinney / X-23, clone e figlia del protagonista, ruolo che le ha fruttato consensi di critici e fan. Nel 2024 riprende nuovamente il ruolo di X-23 dopo sette anni nel trentaquattresimo film del Marvel Cinematic Universe Deadpool & Wolverine (diretto da Shawn Levy), recitando a fianco con Ryan Reynolds e lo stesso Hugh Jackman, distribuito nelle sale il 26 luglio dello stesso anno.

## Filmografia

### Cinema
- Logan: The Wolverine (Logan), regia di James Mangold (2017)
- Ana, regia di Charles McDougall (2020)
- Deadpool & Wolverine, regia di Shawn Levy (2024)

### Televisione
- The Refugees – serie TV, 7 episodi (2014-2015)
- His Dark Materials - Queste oscure materie (His Dark Materials) – serie TV, 23 episodi (2019-2022)
- The Acolyte - La seguace (The Acolyte) – serie TV, 5 episodi (2024)

## Doppiatrici italiane
Nelle versioni in italiano delle opere in cui ha recitato, Dafne Keen è stata doppiata da:
- Ginevra Pucci in Logan: The Wolverine, Deadpool & Wolverine
- Alice Doviziani in Ana, The Acolyte - La seguace
- Lucrezia Marricchi in His Dark Materials - Queste oscure materie

## Ascendenza
|                            |   |                              | Genitori                       |  |  | Nonni |  |  | Bisnonni         |  |  | Trisnonni          |  |
|                            |   |                              |                                |  |  |       |  |  | Harold Hugh Keen |  |  | William Brock Keen |  |
|                            |   |                              |                                |  |  |       |  |  | Harold Hugh Keen |  |  | William Brock Keen |  |
|                            |   | Florence Hield               |                                |  |  |       |  |  | Harold Hugh Keen |  |  |                    |  |
| Charles William Lyle Keen  |   |                              |                                |  |  |       |  |  | Harold Hugh Keen |  |  |                    |  |
|                            |   | Catherine Cummins            | Stevenson Lyle Cummins         |  |  |       |  |  |                  |  |  |                    |  |
|                            |   | Catherine Cummins            | Stevenson Lyle Cummins         |  |  |       |  |  |                  |  |  |                    |  |
|                            |   | Catherine Cummins            | Eleanor Fenton Hall            |  |  |       |  |  |                  |  |  |                    |  |
| Will Keen                  |   | Catherine Cummins            |                                |  |  |       |  |  |                  |  |  |                    |  |
|                            |   | Edward Curzon, VI conte Howe | Francis Curzon, V conte Howe   |  |  |       |  |  |                  |  |  |                    |  |
|                            |   | Edward Curzon, VI conte Howe | Francis Curzon, V conte Howe   |  |  |       |  |  |                  |  |  |                    |  |
|                            |   | Edward Curzon, VI conte Howe | Mary Curzon                    |  |  |       |  |  |                  |  |  |                    |  |
| Priscilla Mary Rose Curzon |   | Edward Curzon, VI conte Howe |                                |  |  |       |  |  |                  |  |  |                    |  |
|                            |   | Priscilla Weigall            | Archibald Weigall, I baronetto |  |  |       |  |  |                  |  |  |                    |  |
|                            |   | Priscilla Weigall            | Archibald Weigall, I baronetto |  |  |       |  |  |                  |  |  |                    |  |
|                            |   | Priscilla Weigall            | Grace Emily Blundell Maple     |  |  |       |  |  |                  |  |  |                    |  |
| Dafne Keen                 |   | Priscilla Weigall            |                                |  |  |       |  |  |                  |  |  |                    |  |
|                            | … | …                            |                                |  |  |       |  |  |                  |  |  |                    |  |
|                            | … | …                            |                                |  |  |       |  |  |                  |  |  |                    |  |
|                            | … | …                            |                                |  |  |       |  |  |                  |  |  |                    |  |
| …                          | … |                              |                                |  |  |       |  |  |                  |  |  |                    |  |
|                            |   | …                            | …                              |  |  |       |  |  |                  |  |  |                    |  |
|                            |   | …                            | …                              |  |  |       |  |  |                  |  |  |                    |  |
|                            |   | …                            | …                              |  |  |       |  |  |                  |  |  |                    |  |
| María Fernández Ache       |   | …                            |                                |  |  |       |  |  |                  |  |  |                    |  |
|                            |   | …                            | …                              |  |  |       |  |  |                  |  |  |                    |  |
|                            |   | …                            | …                              |  |  |       |  |  |                  |  |  |                    |  |
|                            |   | …                            | …                              |  |  |       |  |  |                  |  |  |                    |  |
| …                          |   | …                            |                                |  |  |       |  |  |                  |  |  |                    |  |
|                            |   | …                            | …                              |  |  |       |  |  |                  |  |  |                    |  |
|                            |   | …                            | …                              |  |  |       |  |  |                  |  |  |                    |  |
|                            |   | …                            | …                              |  |  |       |  |  |                  |  |  |                    |  |
|                            |   | …                            |                                |  |  |       |  |  |                  |  |  |                    |  |